# Улица Красной Позиции
Улица Красной Позиции (тат. Кызыл Позиция урамы) — улица в Советском районе Казани.

## География
Улица проходит вдоль т.н. «южного внутригородского железнодорожного хода» Казани.
Пересекается со следующими  улицами:
- улица Николая Ершова
- улица Патриса Лумумбы
- улица Аделя Кутуя
- улица Авиахима
- Кирпичная улица

Ближайшая параллельная улица — Абжалилова. Ближайшая станция метро — «Аметьево». Улица имеет по одной полосе движения в каждом направлении.

## История
Возникла не позднее начала XX века. До революции 1917 года имела название Генеральная Односторонка и была крайней западной улицей Клыковской стройки, находившейся на землях Воскресенской волости Казанского уезда. Постановлением Ново-Клыковского сельсовета № 12/2 от 14 октября 1922 года была переименована в Односторонку Красной Позиции Октября, так как в августе 1918 года здесь находились позиции Красной Армии, оборонявшие строившуюся железнодорожную ветку, огибавшую Казань с юга и востока; к концу 1920-х годов стало употреблять сокращённое название улица Красной Позиции (вариант: улица Красная Позиция).
На 1939 год на улице имелось около 30 домовладений: № 2–62, все по чётной стороне; почти все дома были частными за исключением одного, принадлежавшего домоуправлению. В 1960-х и 1970-х гг. они были снесены, а на их месте построены пятиэтажные жилые дома.

## Примечательные объекты
- № 1а (торец) — мурал «мечеть Кул-Шариф».[4]
- № 3а — жилой дом Татглавснаба.[5]
- № 5 — жилой дом электрофизического института.[6]
- № 6а — общежитие студентов КФУ.[7]
- у дома № 6 — пешеходный мост между улицами Шмидта и Красной Позиции.
- № 7 — жилой дом завода ЭВМ.[8]
- № 9 — жилой дом завода «Электроприбор».[9]
- пересечение с улицей Аделя Кутуя — сквер «Студенческий».[10]
- № 33 — жилой дом треста № 2 «Главредневолжскстроя».[11]
- №№ 41, 45 — жилые дома треста «Татсельстрой».[11][12]
- № 43 — жилой дом стройтреста № 1 Главтатстроя.[13]

## Известные жители
- В разное время на улице проживали искусствовед Фуат Валеев (дом № 42, снесён), заслуженный артист ТАССР Габдулбари Ахтямов (№ 5), чувашский писатель Яков Турхан[тат.], этнограф Николай Зорин[тат.] (№ 15), геолог, заслуженный деятель науки РТ Борис Буров[тат.] (№ 6).[14][15][16][17]